# Adam DMT-445
Adam DMT-445 – polski radioodbiornik z zegarem produkowany w Zakładach Radiowych Diora. Umożliwia odbiór stacji na falach długich, średnich krótkich i UKF. Posiada płynną regulację barwy dźwięku, wbudowaną antenę ferrytową, gniazda antenowe i uziemienia, gniazdo magnetofonowo-gramofonowe i przyciskowy przełącznik zakresów. Układ odbiornika (superheterodynowy) zawiera 10 tranzystorów i 9 diod. Wbudowany zegar klapkowy może automatycznie włączać i wyłączać odbiornik lub służyć jako budzik.